# Thibaud Gaudin
Thibaud Gaudin (1229 - Cyprus, 1292) was vanaf 1291 tot aan zijn dood de 22ste grootmeester van de Orde van de Tempeliers. 

## Biografie
Gaudin kwam oorspronkelijk uit de streek rond Blois in Frankrijk. Nog voor 1260 trad hij toe tot de Orde. Hij streed in 1291 aan de zijde van grootmeester Willem van Beaujeu tijdens het beleg van Akko. De grootmeester werd daar tijdens het beleg gedood en Gaudin en enkele andere belangrijke ridders ontsnapten naar Sidon, waar Gaudin tot grootmeester werd verkozen. Daarna zeilde hij verder naar Cyprus nadat het Heilige Land definitief verloren was gegaan. In Cyprus probeerde Gaudin de Orde grondig te reorganiseren, maar hij kreeg veel tegenstand, onder andere van Jacques de Molay. Gaudin stierf in 1292 en werd opgevolgd door De Molay.